# Jeune barreau de Bruxelles
Pour les articles homonymes, voir JBB.
Le Jeune barreau de Bruxelles (ou JBB) est une association sans but lucratif créée en 1840 par la Conférence du jeune barreau de Bruxelles (CJBB). Son but est de familiariser 800 stagiaires récemment diplômés à leur futur métier d'avocat. Pour ce faire, toutes leurs activités, organisées par la CJBB, sont concentrées au Palais de justice de Bruxelles.
Le Jeune barreau de Bruxelles est dirigé par un Conseil de discipline dont la mission est d'acclimater les jeunes stagiaires au futur métier d'avocat en passant par la compréhension des discussions judiciaires et parlementaires, à l'exception des matières politiques et religieuses.

## Histoire du jeune barreau de Bruxelles
Le jeune barreau de Bruxelles a été créé en 1840, par la Conférence du jeune barreau de Bruxelles qui est une des institutions les plus anciennes et prestigieuses d'Europe en langue française. À l'origine, la CJBB avait d’autres nominations : La Basoche puis Bureau de consultation gratuite puis Bureau d'aide juridique. Ce n'est qu'à partir du règlement du 29 avril publié le 1er juillet 1852, que l'association devient une Conférence. Ce bureau d'aide juridique a été créé pour défendre les plus démunis qui n'ont pas la capacité de payer les procédures judiciaires et les honoraires d'avocats. Il existe toujours aujourd'hui et les avocats-stagiaires ont l’obligation d'y participer. Outre les avocats-stagiaires, les anciens avocats du barreau qui aident ces personnes sont appelés avocats pro déo ou avocats commis d'office.

### Aide juridique de première et de deuxième ligne
Il existe deux types d'aide juridique régis par la loi du 23 novembre 1998 : l'aide juridique de première ligne et celle de deuxième ligne.
Lorsqu'on parle d'aide juridique de première ligne, celle-ci est exercée à la fois par le monde associatif (C.P.A.S, centres de planning familiaux,  organisations d'aide au logement etc.) et par les avocats qui donnent des renseignements pratiques (ex: le renvoi vers une institution compétente), des premiers conseils ou un premier avis juridique sur toute question de droit. Tout le monde peut en bénéficier (article 508/5 §2 du Code Judiciaire). Cependant il y a une interdiction destinée aux avocats qui demandent des honoraires à leurs clients[pas clair].
L'aide juridique de deuxième ligne, quant à elle, s'exerce uniquement par des avocats, contrairement à l'aide de première ligne. Ceux-ci assistent leurs clients qui ne peuvent être que des personnes physiques et les représentent s'ils ne sont pas en mesure de se présenter au procès. Dans cette deuxième catégorie d'aide juridique, l'aide peut être soit totalement ou partiellement gratuite en fonction des revenus et de la composition de ménage de la personne (article 508/13 du Code judiciaire),.
Dans la procédure des deux aides juridiques, ce sont les justiciables qui choisissent librement l'avocat qui traite leurs dossiers ou qui les représente au procès. Ce choix se fait sur la base d'une liste d'avocats-stagiaires dressée et contrôlée par l'Ordre des avocats du barreau, conformément à la loi du 23 novembre 1998. Cette liste mentionne le domaine dans lequel l'avocat souhaite travailler mais aussi ses éventuelles spécialisations. Ceci est une règle édictée par l'Ordre des avocats pour garantir une prestation de qualité en mettant sur un pied d'égalité les prestations gratuites et payantes des avocats.

## Adhésion
L'adhésion au Jeune barreau de Bruxelles, uniquement adressée aux avocats diplômés, est rigoureusement réglementée :

### Conditions pour devenir avocat
L'accès au JBB s'adresse uniquement aux personnes qui répondent aux conditions suivantes :
Il faut tout d'abord être titulaire d'un master ou être licencié en droit. Cependant, il peut s'agir d'un diplôme étranger équivalent au diplôme belge moyennant la réussite de certains examens complémentaires,.
Le jeune avocat doit également avoir la nationalité belge (article 428 du Code Judiciaire). Cette condition entraine qu'il soit domicilié en Belgique depuis au moins six ans et qu'il ne doit garder ni résidence ni domicile dans son pays d'origine. (article 36 du Code Judiciaire).
L'avocat ne peut siéger qu'à un seul barreau. De plus, dans le cas où il vient d'un barreau étranger, il doit prouver que ce n'est pas en raison de motifs qui ont nui à son honneur privé ou professionnel qu'il a décidé de se muter.
Ensuite, les jeunes avocats doivent prêter serment. Pendant la période d'octobre à décembre, cet acte a toujours lieu les lundis, ou le premier jour ouvrable de septembre si ce n'est pas le 1er septembre[pas clair]. Le reste des mois de l'année, il a lieu un lundi sur deux (article 429 du Code Judiciaire). Le serment est un moment solennel qui demande la pratique de certaines coutumes et tâches administratives. D'abord, pour pouvoir prêter serment, l'avocat-stagiaire doit revêtir sa toge d'avocat. Ensuite, il doit fournir plusieurs documents qui attestent de sa légitimité professionnelle et personnelle. À cet effet, le futur stagiaire dépose au bureau du parquet général ces documents : l'original de son diplôme de master ou licencié en droit, un certificat de nationalité délivré par la commune de son domicile, un certificat de bonne vie et mœurs, l'identité de son maitre de stage, c'est-à-dire un avocat qui a dix ans d'ancienneté au tableau de l'Ordre des avocats, qui le présentera en audience publique devant la Cour d'appel de Bruxelles. Avant l'énonciation de la formule du serment (article 429 al. 2 du Code Judiciaire), le Ministère Public vérifie que les conditions soient toutes réunies (nationalité, diplôme, résidence et appartenance à un seul barreau),.  
Enfin, les stagiaires doivent avoir été inscrits sur la liste des stagiaires conformément à l'article 424 du Code Judiciaire.

### Droits et obligations de l'avocat-stagiaire durant le stage
L'avocat-stagiaire est tenu à plusieurs obligations durant ses trois années de stage (article 434 du Code Judiciaire). Il doit notamment payer les droits d'inscription au barreau qui s'élèvent à 200 euros. À cela s'ajoute une cotisation qui s'élève soit à 450 euros si le stagiaire s'inscrit de juillet à décembre, soit à 900 euros s'il s'inscrit de janvier à juin. De plus, il doit s'acquitter de ces montants dans les 48 heures qui suivent la prestation de serment. En outre, les droits d'inscription à la formation du stage sont d'un montant de 750 euros. 
Après son inscription effective, cinq obligations professionnelles lui incombent : 
1. fréquenter le cabinet de son maitre de stage et les audiences des tribunaux ;
2. participer au service d'aide juridique gratuite organisée par l'Ordre des avocats ;
3. assister régulièrement au cours, réussir le Certificat d'aptitude à la profession d'avocat (CAPA) et assister aux conférences organisées par l'Ordre des avocats notamment la Conférence du Jeune Barreau de Bruxelles ;
4. prendre en charge un minimum de dix procédures judiciaires ou contribuer à la mise en état judiciaire de vingt dossiers ;
5. participer aux exercices de plaidoirie organisées par l'Ordre français des avocats de Bruxelles[17],[18].

Cependant, depuis le 18 mars 1971, une suspension de stage est autorisée. Les motifs généralement acceptés pour pouvoir suspendre son stage sont :
- L'obligation du service militaire ;
- Le service civil d'objection de conscience ;
- Les prestations à l'étranger ;
- Les raisons de santé ;
- La poursuite d'étude de droit complémentaire au droit ;
- Le fait que le stage ne soit pas rémunéré s'il a pour but de compléter la formation professionnelle du stagiaire.

Si l'une des conditions est remplie, la suspension du stage ne peut toutefois pas dépasser un délai de deux ans. Ce délai peut néanmoins être prolongé par le Conseil de l'Ordre français des avocats de Bruxelles (article 2 du Règlement de l'ordre).
Le stage doit avoir lieu auprès de un avocat qui a dix ans d'ancienneté au tableau de l'Ordre des avocats et dont le cabinet se trouve dans l'arrondissement judiciaire de Bruxelles. Si les toutes obligations sont remplies par le stagiaire durant son cycle de trois ans, il est inscrit à l'Ordre des avocats du Barreau.

## Carrefour des stagiaires
Le Carrefour des stagiaires regroupe une trentaine de jeunes avocats représentés par un délégué  élu chaque année par les stagiaires eux-mêmes. L'accès au Carrefour des stagiaires est un droit accordé aux avocats-stagiaires.
Sa mission principale est de défendre les intérêts des avocats stagiaires en organisant des activités et en les accompagnant dans l'exercice de leur métier. Cet organe publie notamment des annonces de stage à la demande d'entreprises qui recherchent des juristes. 
Le délégué participe à une réunion qui a lieu une fois par mois et durant laquelle il joue un rôle de médiateur en faisant part à l'Ordre des avocats du barreau des difficultés rencontrées entre le stagiaire et son maitre de stage. Au cours de cette réunion, le délégué attire également l'attention sur les stagiaires qui auraient éventuellement manqué à certaines de leurs obligations de stage. 
Le Carrefour dispose d'un fonds d'aide destiné aux étudiants rencontrant des difficultés financières relatives à l'ensemble des coûts de la première année de l'Ordre des avocats du barreau,.

## Conseil de l'Ordre de Bruxelles
Le Conseil de l'Ordre est lié au Jeune Barreau de Bruxelles notamment car il dresse la liste des stagiaires et organise les stages de ces derniers (article 456 du Code Judiciaire). Le Conseil de l'Ordre est chargé de veiller à ce que toutes les obligations qui incombent aux stagiaires soient accomplies mais également d'organiser des conférences durant lesquelles les jeunes avocats vont s'exercer à la plaidoirie et obtenir les enseignements nécessaires aux règles de leur profession.

## Conférence du Jeune Barreau de Bruxelles
Au départ, la Conférence du Jeune Barreau émane du Bureau de consultation gratuite et propose des échanges et discussions entre jeunes avocats. Au fil du temps, elle s'est progressivement transformée en Association sans but lucratif (1924). Lorsqu'elle prit la forme d'une ASBL, son but et son objet se sont considérablement étendus pour « Toute activité relative même indirectement à la profession d’avocat, la vie du barreau, au perfectionnement technique et intellectuel de ses membres, ainsi qu’à l’entraide confraternelle. ».

### Activités et événements
La CJBB organise de multiples activités pour ses stagiaires afin de développer les relations confraternelles entre les stagiaires, les anciens et les professeurs. Ces activités ne sont pas uniquement juridiques, cela peut être très varié. Tout d'abord, l'évènement le plus connu de la CJBB est la rentrée solennelle qui ouvre officiellement l'année académique. Elle a lieu chaque année au cours du mois de janvier. Plusieurs représentants de barreaux belges et étrangers y assistent mais aussi des personnalités politiques, diplomatiques et du monde des affaires. Cette rentrée solennelle ouverte à tous, offre l'occasion à un jeune avocat élu par les membres de l'assemblée générale du mois de juin, de prononcer un discours sur le thème de son choix. Ainsi, cette rentrée annonce d'emblée l'exercice de la plaidoirie que les jeunes avocats seront amenés à exercer durant le stage mais aussi durant toute leur carrière,.
Du point de vue culturel et des loisirs, elle propose des perfectionnements en anglais juridique, des voyages, des activités sportives, des barbecues, des colloques, etc.
Une des activités inédites organisée par la CJBB, conforme à l'objectif du Bureau de consultation gratuite qui est d'aider le justiciable, est la Clinique juridique téléphonique gratuite qui a eu lieu pour la première fois en Belgique les samedi 13 et dimanche 14 avril 2019 de 9h00 à 16h00. S'inspirant du Jeune Barreau de Montréal qui organise lui aussi une clinique juridique depuis trente ans chaque année, les deux cliniques ont eu lieu le même jour cette fois-ci. Le but est de réunir cinquante avocats spécialisés dans dix-neuf matières différentes, qui se mobilisent bénévolement pour répondre aux questions des justiciables sur un litige professionnel ou privé, par téléphone. Cette clinique a été organisée dans le but de rendre la justice la plus accessible possible aux justiciables.
En mai 2019 durant la campagne électorale, soixante-six jours avant le début des élections législatives et fédérales du 26 mai 2019, la CJBB s'est engagée politiquement avec d'autres barreaux de Belgique et a rejoint le mouvement 66 jours pour sauver la justice afin d'attirer l'attention des politiciens sur l'urgence de financer la justice. Les acteurs de la justice (avocats, magistrats, greffiers...) la rénovation des Cours et Tribunaux, l'engagement de personnel pour fluidifier les procédures administratives et judiciaires[pas clair].
La CJBB organise chaque année des concours qui décernent un prix aux stagiaires les plus méritants. Il existe quatre prix au total :
1. Prix J'accuse
2. Prix Le Jeune et Janson
3. Prix des anciens présidents : il récompense le stagiaire qui aura rédigé la meilleure mise en état d'un sujet dont l'énoncé, différent chaque année, est publié dans le périodique de la Conférence
4. Prix George Boels : il est donné à titre d'encouragement à deux avocats-stagiaires de première année qui ont réussi l'exercice de plaidoirie obligatoire organisé par l'Ordre des avocats du barreau.

## Invités du jeune barreau de Bruxelles
Depuis la création de la Conférence du jeune barreau de Bruxelles, de nombreuses personnalités belges et étrangères issues de divers milieux (politique, juridique, artistique, cinéma etc.) ont réalisé des plaidoiries au Jeune barreau de Bruxelles. La dernière personnalité en date qui y a pris la parole est le docteur Denis Mukwege, prix Nobel de la paix en 2018. 
En voici la liste exhaustive depuis sa création en 1840 :
| Moshe Arens                  | Maurice Garçon           | Abbé Pierre                 |
| Pierre Assouline             | Philippe Geluck          | Edgard Pisani               |
| Jacques Attali               | André Gide               | Ilya Prigogine              |
| Armand Bachelier             | Valéry Giscard d’Estaing | Avi Primor                  |
| Robert Badinter              | Jean Gol                 | Jean-François Revel         |
| Pierre Balmain               | S.A.I. Otto de Habsbourg | Jean Rey[Lequel ?]          |
| Elie Barnavi                 | Gisèle Halimi            | Maurice Rheims              |
| Jean-Louis Barrault          | Pierre Harmel            | Alain Robbe-Grillet         |
| Jean-Marc Barreau            | Hervé Hasquin            | Michel Rocard               |
| Hubert Beuve-Méry            | Robert Henrion           | Henri Rolin                 |
| Philippe Bilger              | Eugène Ionesco           | Antoine de Saint-Exupéry    |
| Jean-Claude Brialy           | Jacques Isorni           | Pierre Salinger             |
| Prince de Broglie[Lequel ?]  | Albert Jacquard          | Jean-Paul Sartre            |
| Jacques Brotchi              | Vladimir Jankelevitch    | Robert Schuman              |
| Guy Canivet                  | Marcel-Henri Jaspar      | Léon Schwartzenberg         |
| Casamayor                    | Michel Jobert            | Henri Simonet               |
| Maurice Clavel               | René Juliard             | Georges Sion                |
| Jean Cocteau                 | Georges Kiejman          | Mario Soares                |
| Arthur Comps Sponville       | Jean Lacouture           | Philippe Sollers            |
| Pierre Cornette de Saint Cyr | Roger Lallemand          | Charles Spaak               |
| Jean Daniel                  | François Léotard         | Paul-Henri Spaak            |
| Étienne Davignon             | Corinne Lepage           | Jean Stengers               |
| Régis Debray                 | Pierre Lépine            | Paul Struye                 |
| Michel Debré                 | Bernard-Henri Lévy       | Christiane Taubira          |
| Paul Delvaux                 | Thierry Lévy             | Haroun Tazieff              |
| Jean d’Ormesson              | Françoise Mallet-Joris   | Jean Thévenet               |
| Georges Duhamel              | Wilfrid Martens          | Olivier Todd                |
| Éric Dupond-Moretti          | Sean Mc Bride            | Marc Trévidic               |
| Abba Eban                    | Pierre Mendès-France     | Odon Vallet                 |
| Mark Eyskens                 | Pierre Mertens           | José Van Dam                |
| Edgard Faure                 | Alain Minc               | Herman Van Impe             |
| Maurice Faure                | Edgar Morin              | Karel Van Miert             |
| Dominique Fernandez          | Gérard Mortier           | Véronique Vasseur           |
| Luc Ferry                    | Pierre Moscovici         | Paul Verlaine               |
| Alain Finkielkraut           | Albert Naud              | Pierre-Alain Volondat       |
| René Floriot                 | Pierre Nothomb           | Melchior Wathelet[Lequel ?] |
| Raoul Follereau              | Christine Ockrent        | Paul van Zeeland            |
| André Fontaine[Lequel ?]     | Laurette Onkelinx        | Sir Alfred Zimmern          |
| René Frydman                 | Georges Perec            | Alexandre Zinoviev          |
| Max Gallo                    | François Perin           | Richard Zondervan           |

## Ouvrages

### Éditions du Jeune barreau de Bruxelles
- Lambert, Pierre, Règles et usages de la profession d'avocat du barreau de Bruxelles, Bruxelles, Éditions du Jeune barreau, 1980, Bruxelles, 553 pages.
- Le droit de l'informatique, Éditions du Jeune barreau, Bruxelles, 1992.
- Grégoire, Michèle, Le droit des surêtés,  Éditions du Jeune barreau, Bruxelles, 1992.
- La responsabilité des avocats : colloque Conférence du Jeune barreau de Bruxelles, Éditions du Jeune barreau, Bruxelles, 1992.
- Droit de l'informatique : Enjeux- Nouvelles responsabilités, Éditions du Jeune barreau, Bruxelles,1993.
- Internet sous le regard du droit, Éditions du Jeune barreau, Bruxelles,1997.
- Le crédit à la consommation, Éditions du Jeune barreau, Bruxelles,1997.
- La fin du bail contentieux, Éditions du Jeune barreau, Bruxelles 1998.
- Foriers, Paul-Alain, Les obligations contractuelles, Éditions du Jeune barreau,  Bruxelles, 2000.
- Le contrat de travail et la nouvelle économie - Jeune Barreau Bruxelles (26 avril 2001, Bruxelles, colloque), Éditions du Jeune barreau, Bruxelles, 2001.
- Buyle, Jean-Pierre, Le crédit aux entreprises, aux collectivités publiques et aux particuliers, Éditions du Jeune barreau, Bruxelles, 2002.
- Briet, Hervé, La réforme du droit des A.S.B.L et des fondations, Éditions du Jeune barreau, Bruxelles, 2003.
- Leclercq, Jean-François, Vie privée du travailleur et prérogatives patronales, Éditions du Jeune barreau, Bruxelles, 2005.
- Corvilain, Pierre, Déontologie: les nouvelles règles du jeu, Éditions du Jeune barreau, Bruxelles, 2006.
- Buyle, Jean-Pierre, Les responsabilités d'entreprise, Éditions du Jeune barreau, Bruxelles, 2007.
- Foriers, Paul-Alain, La volonté unilatérale dans le contrat, Éditions du Jeune barreau, Bruxelles, 2008.
- Peltzer, Loïc, Les 30 ans de la loi du 3 juillet 1978 relative aux contrats de travail, Éditions du Jeune barreau, Bruxelles, 2008.